# Spellemannprisen 1989
Der Spellemannpris 1989 war die 18. Ausgabe des norwegischen Musikpreises Spellemannprisen. Die Nominierungen berücksichtigten Veröffentlichungen des Musikjahres 1989. Die Preisverleihung fand am 20. Januar 1990 in der Olavshallen in Trondheim statt. Durch den Abend führte die Moderatorin Anne Krigsvoll. Die Veranstaltung wurde vom Norsk rikskringkasting (NRK) übertragen. In der Kategorie „Årets Spellemann“ wurde Øystein Sunde ausgezeichnet.

## Gewinner
| Kategorie                                                              | Gewinner                                                | Werk                                |
| ---------------------------------------------------------------------- | ------------------------------------------------------- | ----------------------------------- |
| Bransjepris (Branchenpreis)                                            | Bjørn Nessjøe                                           | –                                   |
| Cover                                                                  | Holy Toy                                                | Dummy Cruise Missile                |
| Folkemusikk/Gammeldans (Volksmusik/Gammeldans)                         | Steinar Ofsdal, Per Midtsteigen                         | Sjøfløyta                           |
| Klassisk Musikk/Samtidsmusikk (klassische Musik/zeitgenössische Musik) | Ole Edvard Antonsen, Einar Henning Smebye, Håkon Austbø | Skrjabin: Piano Sonater             |
| Nykommer (Newcomer)                                                    | Matchstick Sun                                          | Flowerground                        |
| Underholdning (Unterhaltung)                                           | Øystein Sunde                                           | Kjekt å ha                          |
| Visesang (Weisengesang)                                                | Jørn Simen Øverli                                       | Levende bandasjer                   |
| Åpen Klasse (Offene Klasse)                                            | Mari Boine Persen                                       | Gula Gula - Hør stammødrenes stemme |
| Årets Barneplate (Kinderplatte des Jahres)                             | Knutsen, Nellie Neuf                                    | På frifot                           |
| Årets Country-Plate (Country-Platte des Jahres)                        | Mostly Robinson                                         | Roll down the highway               |
| Årets Jazz-Plate (Jazz-Platte des Jahres)                              | Egil Kapstad                                            | Cherokee                            |
| Årets Pop-Plate (Pop-Platte des Jahres)                                | Dance with a Stranger                                   | To                                  |
| Årets Rock-Plate (Rock-Platte des Jahres)                              | DumDum Boys                                             | Splitter Pine                       |
| Årets Spellemann (Spellemann des Jahres)                               | Øystein Sunde                                           | –                                   |

## Nominierte
Folkemusikk/Gammeldans
- Hallingdal Kraftlag: Til verket med
- Steinar Ofsdal, Per Midtsteigen: Sjøfløyta
- Ulens Kvintett: Selsbrure

Klassisk Musikk/Samtidsmusikk
- Marianne Hirsti: In recital
- Ole Edvard Antonsen, Einar Henning Smebye, Håkon Austbø: Skrjabin: Piano Sonater
- Oslo Filharmoniske Orkester, Mariss Jansons: Prokofief - Romeo & Julie - suiter
- Robert Riefling: Beethoven - Pianosonater

Underholdning
- Sissel Kyrkjebø: Soria Moria
- Vazelina Bilopphøggers: Tempo
- Øystein Sunde: Kjekt å ha

Visesang
- Alf Cranner: Sanger om fravær og nærvær
- Jørn Simen Øverli: Levende bandasjer
- Kari Bremnes: Blå krukke

Åpen Klasse
- Mari Boine Persen: Gula Gula - Hør stammødrenes stemme
- Roar Engelberg, Stein Erik Olsen: Mosaic
- Terje Rypdal: The Singles Collection

Årets Barneplate
- Knutsen, Nellie Neuf: På frifot
- Marit Carlsen, Simon Flem Devold: Swingende barnetro
- Visvas: Circus Fandango

Årets Country-Plate
- Cato Sanden: Skål for dette landet
- Mostly Robinson: Roll down the highway
- Teddy Nelson: American dreamer

Årets Jazz-Plate
- Brazz Bros: Live at Oslo Jazzhus
- Egil Kapstad: Cherokee
- Karin Krog: Something borrowed…something new

Årets Pop-Plate
- Dance with a Stranger: To
- Fra Lippo Lippi: The Colour Album
- The September When: The September When

Årets Rock-Plate
- Backstreet Girls: Party on Elm street
- DeLillos: Hjernen er alene
- DumDum Boys: Splitter Pine